# 1875 год в театре
1875 год в театре

## Яркие постановки
- 8 декабря — Александринский театр впервые ставит пьесу Александра Островского «Волки и овцы».
- 26 декабря — Малый театр второй в России ставит пьесу Александра Островского «Волки и овцы».

## Знаменательные события
- Александр Островский написал комедийную пьесу в пяти действиях «Волки и овцы».
- В Саратовском оперном театре прошли выступления первой русской оперной труппы под руководством видного театрального деятеля России, актёра и антрепренёра Петра Медведева. Основу репертуара составляли произведения русских композиторов: «Жизнь за царя» и «Руслан и Людмила» М. И. Глинки, «Русалка» А. С. Даргомыжского, «Рогнеда» А. Н. Серова, «Аскольдова могила» А. Н. Верстовского.
- 15 января — В Париже после 15 лет строительства открылось новое здание Национальной Оперы — Гранд Опера. В 1989 году здание было официально переименовано в честь своего архитектора.
- 3 марта — В Париже состоялась премьера оперы Жоржа Бизе «Кармен».

## Персоналии

### Родились
- 24 февраля — Владимир Робертович Пикок, российский и советский артист оперы, тенор (ум. 1943).
- 30 марта — Николай Фёдорович Монахов, российский и советский актёр театра и кино, народный артист РСФСР.
- 25 августа — Агнес Мовинкель, норвежский театральный деятель, актриса, режиссёр.
- 15 (27) сентября 1875 года — Сергей Густавович Легат, русский танцовщик, балетмейстер и педагог балета.
- 17 (29) сентября 1875 года — Сатеник Артёмовна Адамян, армянская театральная актриса.
- 8 октября — Вера Трефилова, русская балетная танцовщица и педагог.
- 22 декабря — Ян Мюс, нидерландский театральный деятель, актёр театра и кино, режиссёр.

### Скончались
- 20 марта в Париже — Виржини Ансело, французская писательница и драматург.
- 4 августа в Копенгагене — Ханс Кристиан Андерсен, датский писатель и драматург.
- 1 декабря в Париже — Полин-Виржини Дежазе, французская комедийная актриса.
- 23 декабря в Париже — Жюль-Анри Сен-Жорж, французский драматург и прозаик, автор огромного количества оперных и балетных либретто.
- 26 декабря — Эмилио Прага, итальянский либреттист, драматург.